# 利瑞鲁单抗
利瑞鲁单抗（INN：lirilumab）是一种人单克隆抗体，设计用于治疗癌症。它与KIR2DL1/2/3结合来发挥作用。
该药物由Innate Pharma开发，并授权给百时美施贵宝。

## 临床试验
一项针对急性骨髓性白血病的II期临床试验于2017年提前终止（“失败”）。
该药物已注册用于头颈鳞状细胞癌（SCCHN）的试验，但可能会被放弃。
截至2017年11月，九项利瑞鲁单抗临床试验已注册为活跃状态。